# Straßenbahn Huntington–Amityville
Die Straßenbahn Huntington–Amityville war ein Überlandstraßenbahnbetrieb im Suffolk County im US-Bundesstaat New York, der von 1890 bis 1927 bestand. Größtenteils war der Betrieb auf die Stadt Huntington beschränkt, lediglich von 1909 bis 1919 fuhren die Bahnen über die Stadtgrenze hinaus bis nach Amityville, das zur Stadt Babylon gehört. Aufgrund der Endstellen der Strecke, die sich in Huntington an der Nordküste und in Amityville an der Südküste von Long Island befanden, wurde die Bahn während der größten Ausdehnung des Betriebs als Cross Island Trolley (etwa: Straßenbahn quer über die Insel) vermarktet.

## Geschichte
Zur Anbindung des knapp fünf Kilometer von der Küste entfernt gelegenen Bahnhofs Huntington der Long Island Rail Road an der Bahnstrecke Hicksville–Wading River baute die im Mai 1890 gegründete Huntington Railroad Company eine normalspurige Pferdebahn, die am 19. Juli 1890 eröffnet wurde. Die eingleisige Strecke führte vom Bahnhof durch die New York Avenue bis zu deren nördlichem Ende im Stadtteil Halesite, wo sich auch das Depot der Bahn befand. Am 5. März 1898 erwarb die Long Island Rail Road die Bahn und gliederte sie in das Tochterunternehmen Long Island Consolidated Electric Companies ein. Sie errichtete eine Oberleitung und nahm am 17. Juni 1898 den elektrischen Betrieb mit zweiachsigen Triebwagen auf der Strecke auf. Am Bahnhof Huntington wurde für die Gepäckbeförderung auch eine Gleisverbindung zur Eisenbahn eingebaut und am Hafen eine Gepäckstation eröffnet. 
Mitte des ersten Jahrzehnts des 20. Jahrhunderts begannen die Planungen für eine Verlängerung der Strecke nach Süden, um die drei in Ost-West-Richtung durch Long Island verlaufenden Bahnstrecken der Long Island Rail Road miteinander zu verbinden. Die insgesamt rund 30 Kilometer lange eingleisige Strecke ging am 25. August 1909 in Betrieb. Die Verlängerung führte vom Bahnhof Huntington über die New York Avenue und Walt Whitman Road nach Melville. Sodann folgte ein Abschnitt auf eigenem Bahnkörper östlich der Walt Whitman Road. Heute befindet sich auf dieser Trasse die Route 110. Entlang der Broad Hollow Road, Conklin Street und Main Street erreichte die Strecke dann Farmingdale. Von dort verlief die Bahn weiter durch die Main Street und entlang des Broadway bis nach Amityville. Am Bahnhof von Amityville entstand eine Brücke über die Eisenbahn, die auf beiden Seiten mit einem kurzen Stück auf eigenem Bahnkörper sowie über Sterling Place auf der Nordseite und Greene Avenue auf der Südseite angebunden wurde. Die Strecke lag dann im Broadway, Bennett Place und South Ireland Place und bog in die Richmond Avenue ein, an deren südlichem Ende an der Küste sich die Endstelle befand. Die Fahrzeit auf der Gesamtstrecke betrug 76 Minuten. Zwischen dem Bahnhof Huntington und Halesite sowie zeitweise zwischen dem Bahnhof Amityville und der Südküste wurden Verstärkungswagen eingesetzt, die die stündlich auf der Gesamtstrecke fahrenden Bahnen ergänzten. Der Fuhrpark bestand nun aus sechs von der Ocean Electric Railway gebraucht gekauften vierachsigen Triebwagen, die auf der Inselquerlinie sowie in Amityville fuhren, und den sieben bisherigen zweiachsigen Wagen, die in Huntington verkehrten. In Amityville bestand ab 1910 Übergang zur Straßenbahn Babylon, in Farmingdale wurde wie zuvor in Huntington eine Gleisverbindung zur Eisenbahn für den Gepäcktransport eingebaut.
Der Betrieb auf der Strecke entwickelte sich zunächst gut. Nach dem Eintritt der USA in den Ersten Weltkrieg brach jedoch der Ausflugsverkehr nahezu vollständig weg. Dazu kamen die kriegsbedingt gestiegenen Fahrpreise und der zunehmende Automobilverkehr, sodass bereits am 23. September 1919 die letzten Bahnen auf der Gesamtstrecke fuhren. Der Abschnitt zwischen Ausweiche Nr. 7 nördlich von Melville und der Küste in Amityville wurde stillgelegt und abgebaut. Die Long Island Rail Road verkaufte die restliche Bahn 1920 an die Huntington Traction Company, die den Betrieb zwischen Halesite und Ausweiche 7 wieder aufnahm. Die vierachsigen Triebwagen kamen wieder zurück zur Ocean Electric Railway, sodass nur die alten zweiachsigen Wagen auf der Strecke verblieben. Auf dem Abschnitt zwischen dem Bahnhof Huntington und Ausweiche 7 fuhr nun ein einzelner Pendelwagen im Stundentakt, der bereits kurz darauf nur noch bis zum Jericho Turnpike in South Huntington verkehrte, sodass auch von dort bis zur Ausweiche 7 die Strecke stillgelegt wurde. Der dichte Takt zwischen Bahnhof Huntington und Halesite wurde beibehalten, da dieser Abschnitt weiterhin wirtschaftlich betrieben werden konnte. Um 1924 wurde der Pendelwagen nach South Huntington eingestellt und wie vor 1909 endete die Strecke wieder am Bahnhof Huntington. Nachdem die fast 30 Jahre alten Triebwagen und Gleise so verschlissen waren, dass ein Weiterbetrieb nur unter nicht gerechtfertigten finanziellen Aufwendungen erfolgen konnte, stellte die Bahn ihren Betrieb am 15. August 1927 ein und wurde daraufhin abgebaut. Heute folgt die von Suffolk County Transit betriebene Buslinie S1 in etwa dem Streckenverlauf der Straßenbahn.

## Weblink
- Fotos und Fahrpläne der Bahn